# سوکت سی‌پی‌یو

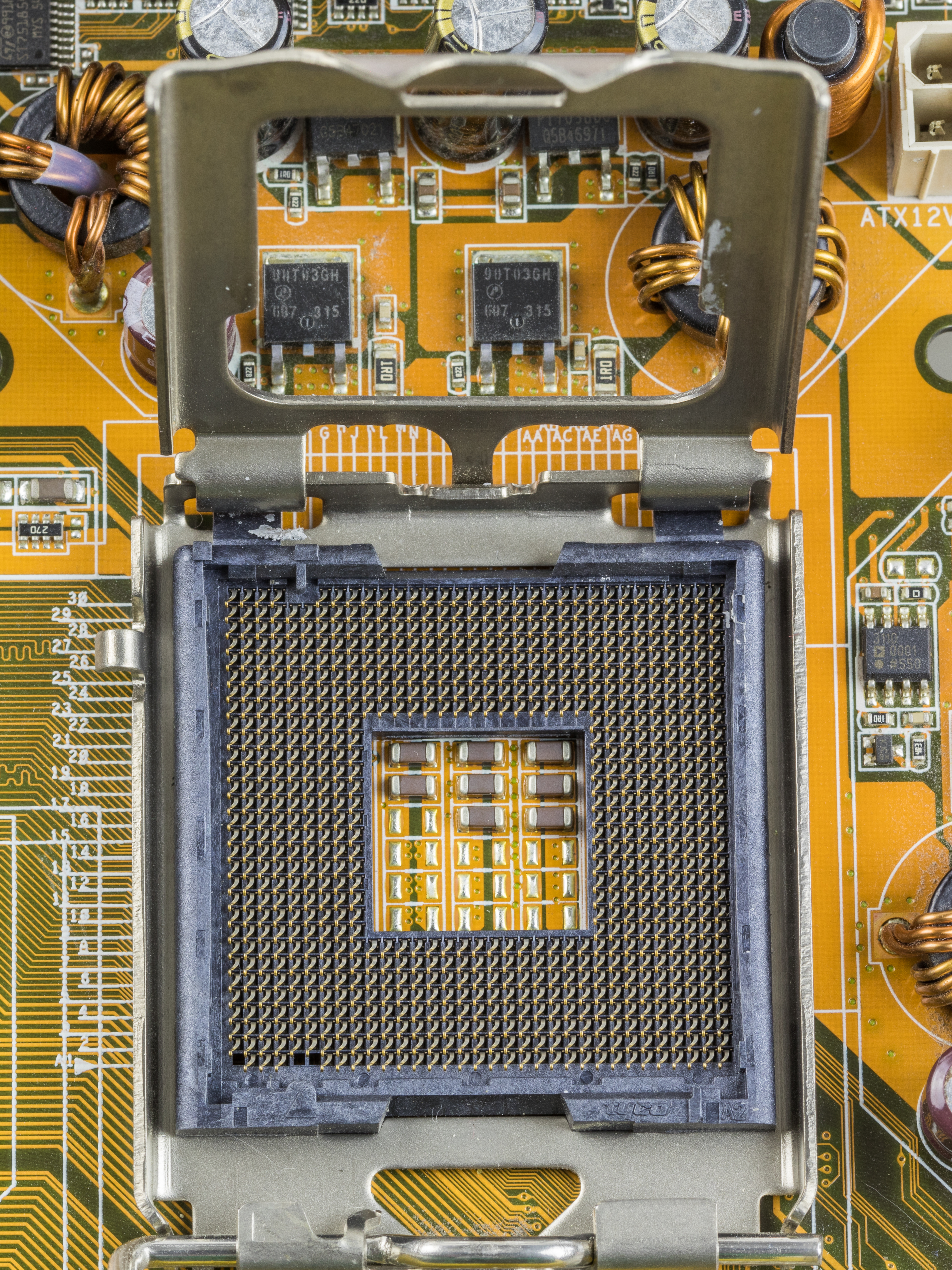
سوکت ریزپردازنده در مادربرد ایسوس

در سخت‌افزار کامپیوتر، سوکت سی‌پی‌یو (انگلیسی: CPU socket)، یا جای سی‌پی‌یو شامل یک یا چند جزء مکانیکی است که اتصالات مکانیکی و الکتریکی بین ریزپردازنده و برد مدار چاپی (PCB) را فراهم می‌کند. این امکان را برای قراردادن و جایگزینی واحد پردازش مرکزی (CPU) بدون لحیم‌کاری را فراهم می‌کند.

## انواع
انواع سوکت‌ها: AM2 ،SP3 ،BGA ,PGA ,LGA, sTRX4 و
- سوکت با نیروی جازدن صفر = ZIF
- آرایه مشبک کفه = LGA
- آرایه مشبک پین = PGA
- آرایه مشبک توپی = BGA

معمولاً تعداد خارهای پردازشگر را بعداز نوع سوکت آن می‌نویسند. LGA775
پردازنده‌های ای‌ام‌دی نسبت به اینتل، پینهای بیشتری دارند.